# Manoto
Manoto (letterlijk vertaald: 'jij en ik') is een Perzisch-talig satelliettelevisiekanaal. De zender is gevestigd in Londen en verzorgt sinds 2010 uitzendingen. Het moederbedrijf van dit netwerk is Marjan TV, dat toebehoort aan Kayvan Abbasi en Marjan Abbasi.
Het aanbod van de zender bestaat onder andere uit nieuwsbulletins, televisieseries, documentaires en reality shows. In de programmering staat Iran veelal centraal, waarbij specifieke aandacht is voor de situatie vóór de Iraanse Revolutie. De doelgroep van de zender bestaat uit zowel Iraniërs in ballingschap als de Iraanse bevolking zelf; voor die laatste groep zijn de programma's vaak een alternatief voor de eigen staatsmedia. Omdat de zender positieve aandacht schenkt aan de periode vóór 1979 en programma's uitzendt die niet passen binnen de religieuze dogma's van de Iraanse overheid, heeft Iran diverse malen geprobeerd de satellietontvangst van Manoto te ontregelen.